# طحالب خضراء مصفرة
الطحالب الصفراء-الخضراء أو الصفراويات (الاسم العلمي: Xanthophyceae)، هي مجموعة مهمة من طحالب السوطيات المتغايرة. تعيش معظمها في المياه العذبة، ولكن يوجد بعضها في الموائل البحرية والتُرابية.

## معرض صور

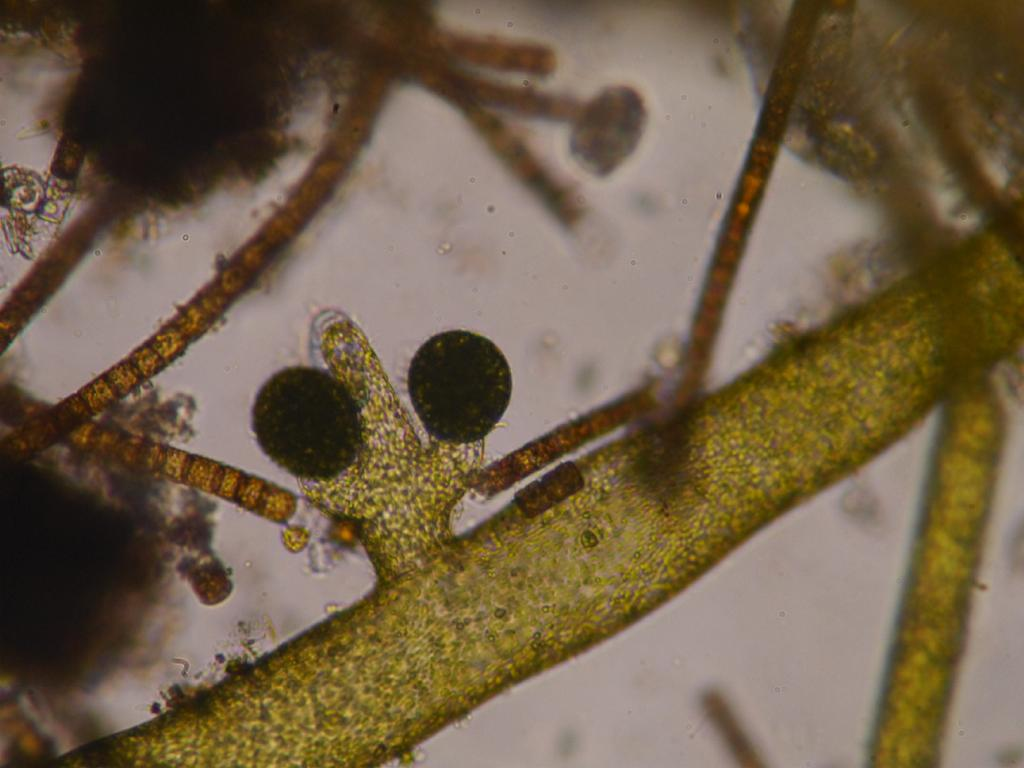
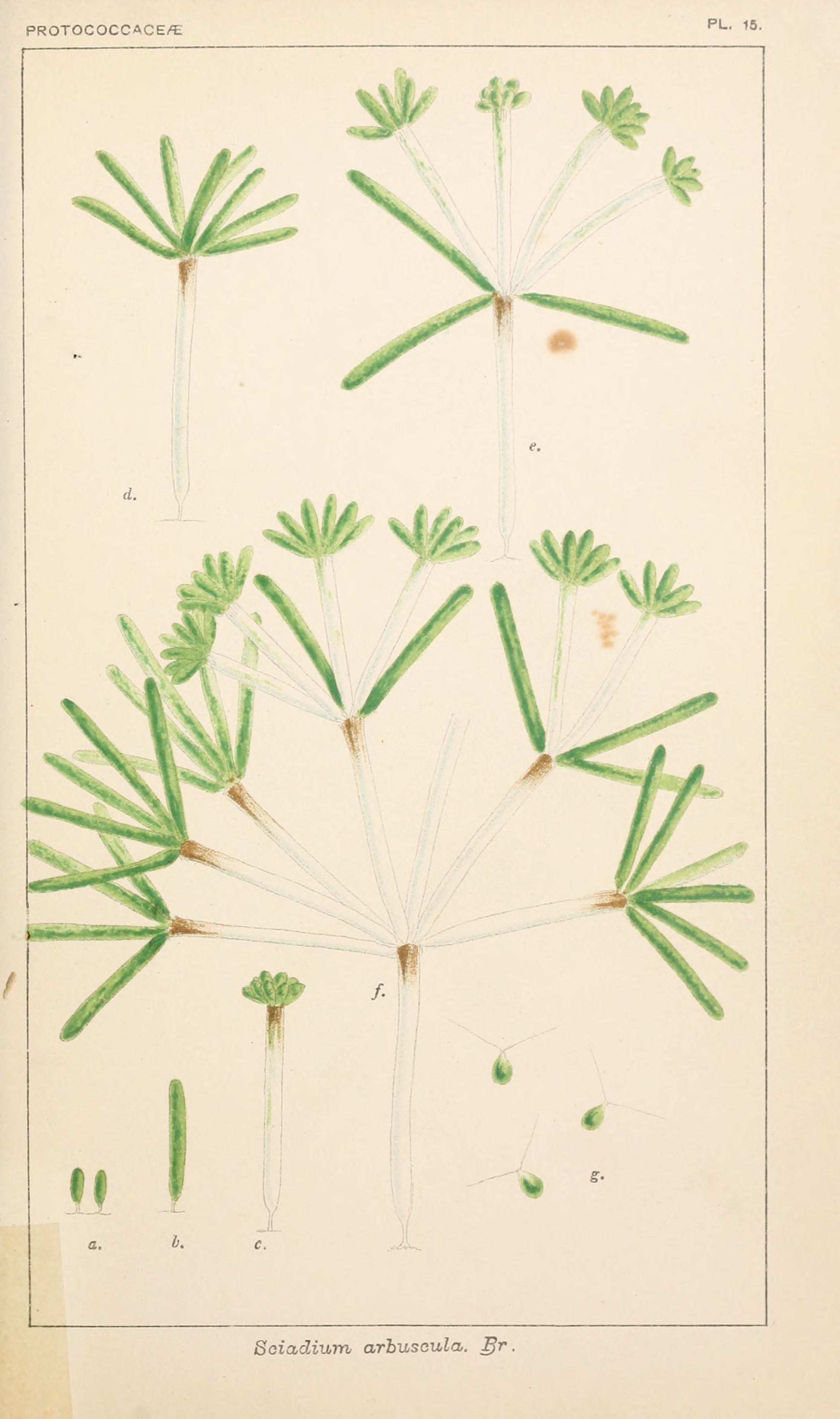
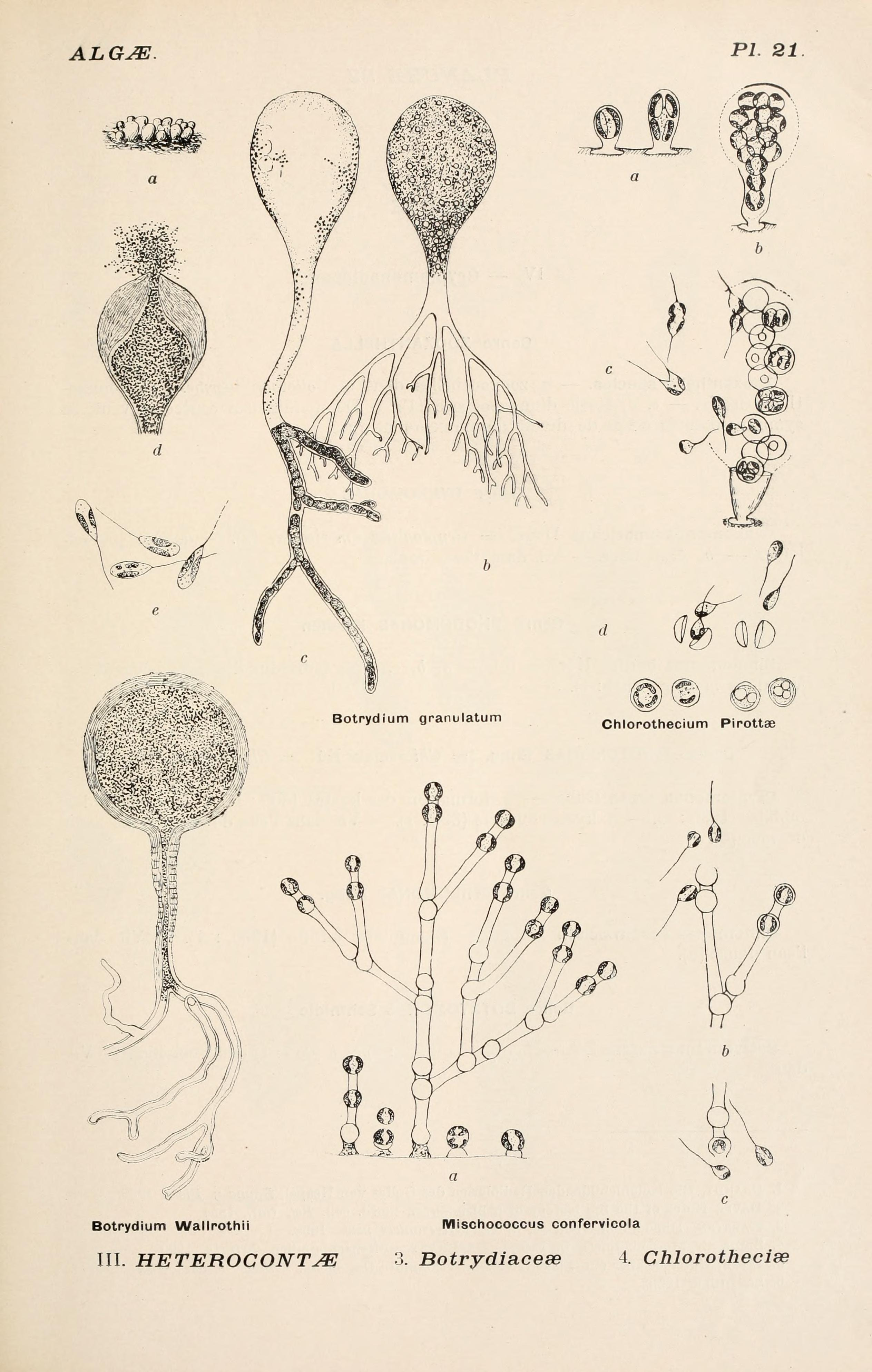
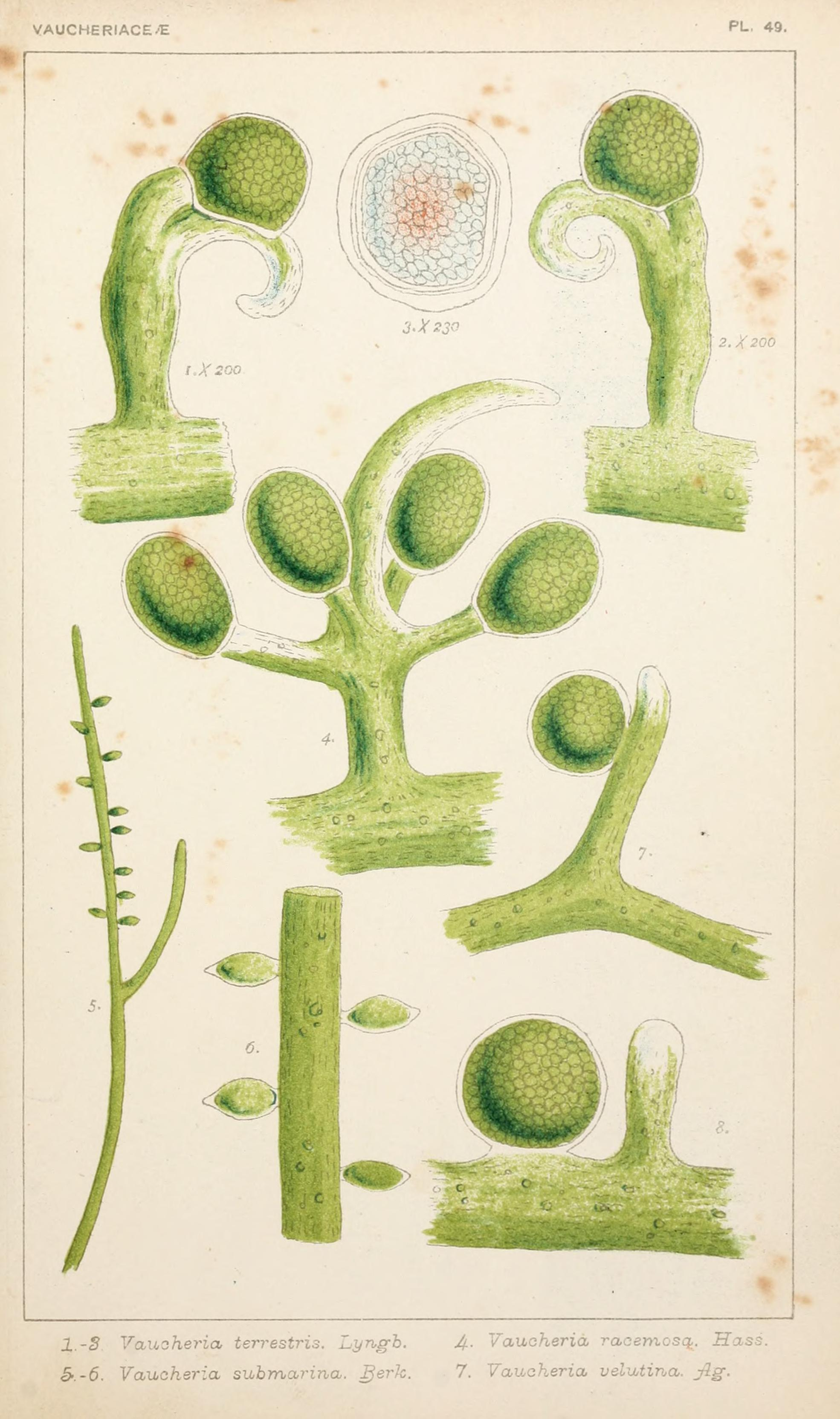
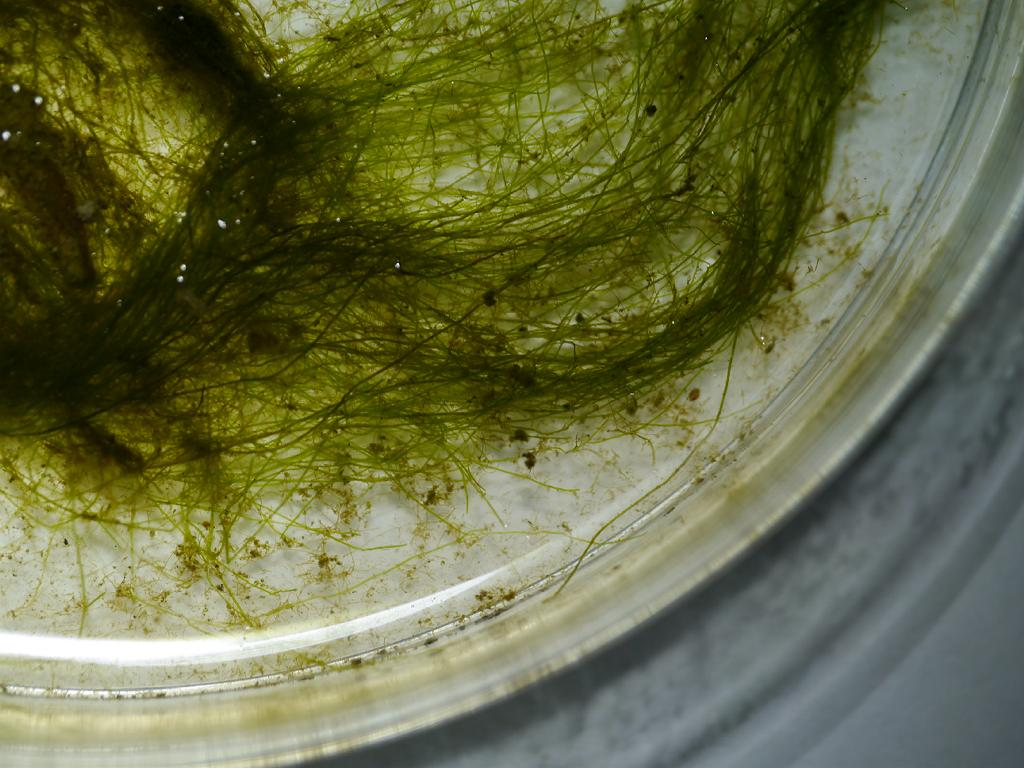